# Вольтів стовп

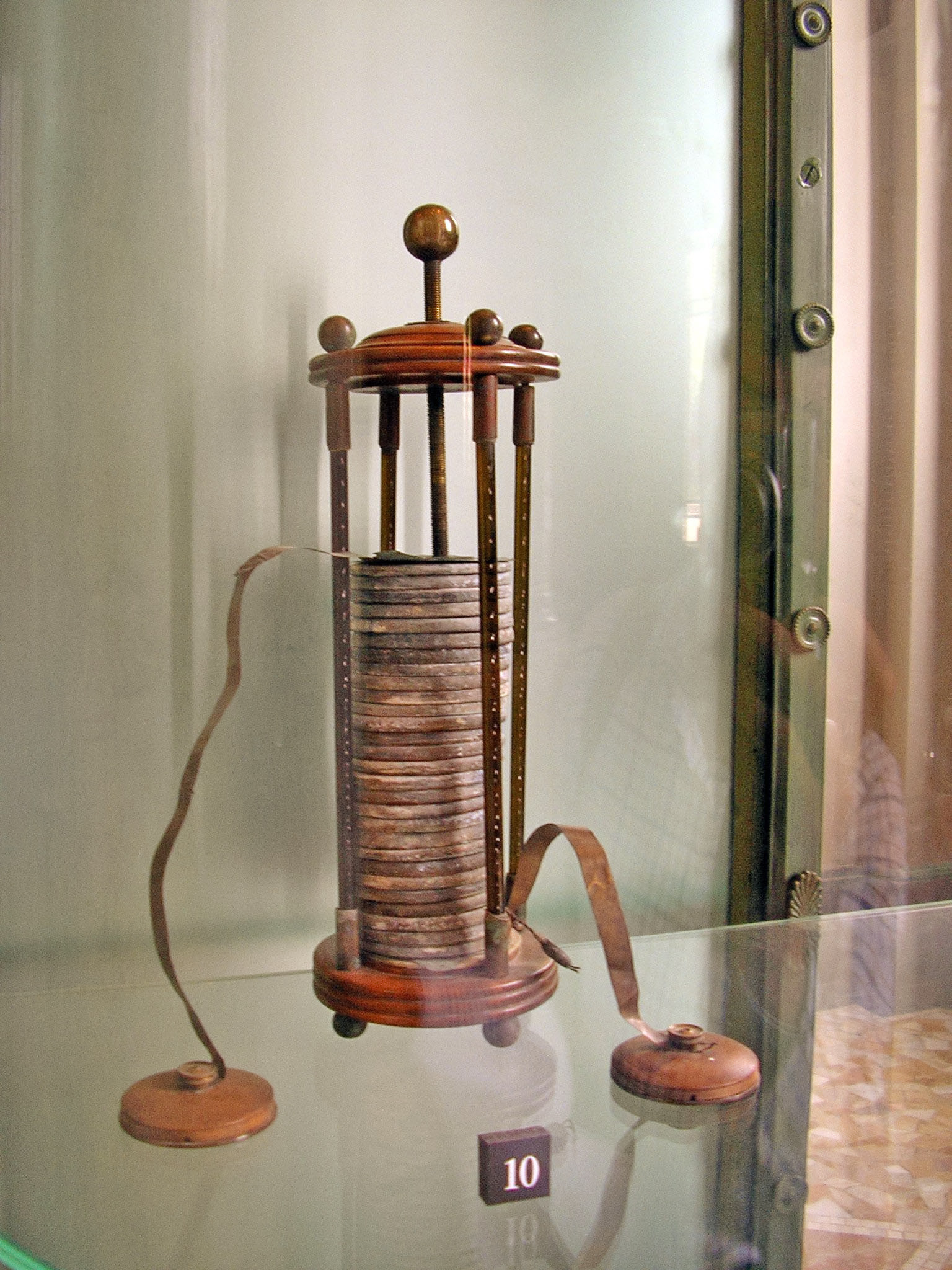
Вольтів стовп у музеї Вольти Tempio Voltiano.

Схема вольтового стовпа.
«1 елемент» — електрохімічна комірка, яка складається із двох напівелементів;
«мідь» і «цинк» — кружки з відповідних металів;
«електроліт» — прокладка змочена електролітом.

Вольтів стовп — найбільш ранній попередник сьогоднішньої електричної батареї. Він був винайдений італійським фізиком Алессандро Вольта, який опублікував свої висновки в доповіді 20 березня 1800 року.
Для отримання електричного струму Вольта склав один на один кілька дисків із міді і цинку, чергуючи їх між собою і відділивши один від одного ганчірками, просоченими розсолом.
Вольтів стовп прислужився корисним пристроєм при дослідженні електричного струму і дисоціації.

## Будова
Вольтів стовп є одним із найпростіших способів отримання великої напруги (до 500 В). Він складається із ряду кружків, які накладені один на одного в такій послідовності: мідний, суконний, цинковий, мідний і т. д., закінчуючи цинковим.
Кружки вкладаються між трьома скляними трубками, закріпленими у стійці. Суконні кружки просочують слабким розчином сульфатної кислоти. Діаметр металевих кружків приблизно 3-5 см; діаметр прокладки на 0,5 см менше. Сукно можна замінити папером. Товщина металевих кружків береться незначна — близько 0,5 мм. Сірчану кислоту можна замінити нашатирем або розчином кухонної солі.
Вольтів стовп можна замінити «стовпом» Замбоні.